# Fluorid chromičný
Fluorid chromičný je anorganická sloučenina se vzorcem CrF5. Je to červená těkavá pevná látka, která taje při 34 °C. Jedná se o nejvyšší známý fluorid chromu, protože hypotetický fluorid chromový nebyl dosud syntetizován.
Fluorid chromičný je jedním z produktů působení fluoru na směs chloridů draselného a chromitého.
Z hlediska struktury se jedná o jednorozměrný koordinační polymer. Každé chromičné centrum má oktaedrickou molekulovou geometrii. Má stejnou krystalickou strukturu jako fluorid vanadičný.
Fluorid chromičný je silné oxidační činidlo, je schopen fluorovat vzácný plyn xenon a oxidovat dikyslík na dioxygenyl. Díky této vlastnosti se snadno rozkládá v přítomnosti redukčních činidel a snadno hydrolyzuje na chromité a chromové sloučeniny.

## Reakce
Fluorid chromičný může reagovat s Lewisovými zásadami, jako je fluorid cesný a nitrylfluorid, za vzniku příslušné hexafluorchromičné soli:
CrF5 + CsF → CsCrF6
Fluorid chromičný může také reagovat s Lewisovou kyselinou fluoridem antimoničným za vzniku aduktu CrF5·2SbF5. Bylo zjištěno, že tento adukt je silným oxidačním činidlem, kapalným při pokojové teplotě s bodem tání −23 °C.